# District de Trévoux
Le district de Trévoux est une division territoriale du département de l'Ain de 1790 à 1795. 

## Composition
Il était composé de 4 cantons : Montmerle, Saint-Trivier-en-Dombes, Thoissey et Trévoux.